# قنطرة كهربية
قنطرة كهربية (بالإنجليزية Bridge circuit) هي دائرة كهربية تتكون من فرعين (عادةً بالتوازي مع بعضهما البعض) يتم التوصيل بينهما بفرع ثالث يربط بين منتصف الفرعين، صُممت القناطر الكهربية في الأصل لأغراض القياس المعملي، تستخدم القناطر الآن في العديد من التطبيقات (سواء كانت خطية أوغير خطية)، بما في ذلك القياس، الفلترة وتحويل الطاقة.

## أشهر القناطر واستخداماتها

الرسم التخطيطي لقنطرة ويتستون

أشهر قنطرة كهربية هي قنطرة ويتستون، اخترعها صموئيل هانتر كريستي، ونُشرت بواسطة تشارلز ويتستون، تستخدم قنطرة ويتستون لقياس المقاومات المجهولة، حيث تتكون من أربعة مقاومات: اثنين معلومي القيم R1 R3 (انظر الرسم التخطيطي)، المقاومة المجهولة المراد معرفة قيمتها Rx، ومقاومة متغيرة  R2،  يتم توصيل نقطتين متقابلتين بالمصدر الكهربي أو البطارية، يتم توصيل الجلفانومتر بين النقطتين الأخريتين، ثم نقوم بتغيير قيمة المقاومة المتغيرة حتى تصبح قيمة التيار المار في الجلفانومتر صفر، عندئذٍ تكون النسبة بين المقاومة المتغيرة وجارتها R1 تساوي النسبة بين المقاومة المجهولة وجارتها R3، ومن ذلك يمكن بسهولة حساب قيمة المقاومة المجهولة.
يمكن تعميم قنطرة ويتستون لقياس المعاوقة في دوائر التيار المتردد، فيمكن قياس قيم الملفات والمكثفات على حدة، تم ابتكار قناطر آخرى للقياس في دوائر التيار المتردد مثل: قنطرة فيين، وقنطرة ماكسويل، وغيرها. جميعهم يعتمدون على نفس المبدأ.
يعتبر المقوم نوع من القناطر الكهربية المستخدمة في تصميم البطاريات الكهربية، حيث تتكون قنطرة المقوم مجموعة من الدايود لتقويم التيار الكهربي، أي تحويله من متردد أو متناوب إلى تيار مستمر. كما تستخدم قنطرة اتش للتحكم في اتجاه منعطفات المحركات.

## معرض الصور
- قنطرة ويتستون
- قنطرة فيين
- قنطرة ماكسويل
- قنطرة اتش
- قنطرة فونتانا
- قنطرة الدايود
- قنطرة كيلفن
- قنطرة لاتس
- قنطرة تي
- قنطرة فوستر